# Diario de Mallorca
Diario de Mallorca és un diari de Mallorca. considerat un dels més importants i rellevants de l'illa. El 2006 va rebre el Premi Ortega y Gasset, i el premi del Consell General de l'Advocacia per revelar una trama internacional de la CIA de segrests en avions, treball signat pels periodistes Matías Vallés, Marisa Goñi i Felipe Armendáriz. Anualment rep diversos guardons internacionals per l'excel·lència en el disseny.
Aquesta publicació, propietat de l'empresa Editora Balear SA, pertany al grup Editorial Prensa Ibérica que presideix Francisco Javier Moll de Miguel. Compta amb tres delegacions: Palma, Inca i Manacor.

## Origen
L'actual Diario de Mallorca és la quarta publicació que ostenta aquesta capçalera, els diaris anteriors van sorgir el 1808, 1874 i 1900. La capçalera va néixer el 2 de juny de 1953, fruit de la fusió entre El Correo de Mallorca, de signe catòlic i conservador, i el diari il·lustrat i liberal, La Almudaina. Recollia així el llegat de dos diaris que havien tingut una forta incidència social. Les penúries de postguerra van ser especialment greus per a El Correo de Mallorca i L'Almudaina, ja que no van poder remuntar l'adversa conjuntura històrica. El 1951 es va constituir l'empresa Prensa Mallorquina S.A, que prengué el control ambdós diaris. Dos anys després, els problemes i les manca de perspectives econòmiques van acabar conduint a la convergència de les dues publicacions. Fins al 1966 fou òrgan oficiós de la jerarquia eclesiàstica.

## Etapes i directors
El primer director de Diario de Mallorca va ser Antonio Sabater, un home de fermes idees religioses, que va estar al capdavant de la publicació des de 1953 a 1968, any de la seva jubilació. Solia escriure una columna d'opinió titulada «Brúixola», ja que era molt aficionat a titular les seccions amb noms mariners. El periòdic va néixer amb una inequívoca definició del signe catòlic. Aquesta conjunció d'una idea catòlica, moderada, però alhora liberal i respectuosa amb els drets fonamentals va caracteritzar el seu estil des dels primers dies. La jerarquia eclesiàstica d'aquells primers anys 50 estava molt marcada encara pels anys de la Guerra Civil i la posterior Segona Guerra Mundial. L'actualitat política només tenia un home: Franco. Ja feia més d'una dècada que la Guerra Civil havia acabat, però l'actualitat nacional repetia una vegada i una altra les consignes i veritats oficials del conflicte. En general, els anys 50 van estar dominats per la guerra civil i la por permanent a un conflicte nuclear entre els EUA i l'URSS. Les pàgines d'aquesta capçalera revelaven, pels seus gràfics, articles i fins i tot acudits, aquella "espasa de Dàmocles" d'un holocaust amb la qual havia de conviure amb força. El turisme ja era una realitat emergent de l'època, això explica que els grans reportatges de nous establiments hotelers eren freqüents a les seves pàgines. A més, moltes de les seccions es caracteritzaven per ser texts breus i moltes vegades sota un to amable o fins i tot l'anecdòtic.
La dècada dels 60 va estar determinada per allò que, en termes, es va anomenar «el desenvolupament». Això volia significar la sortida de la probresa de la postguerra, amb un enlairament de l'economia i la creació de riquesa. El creixement turístic produïa una sensació d'èxit i prosperitat que es contagiava a les informacions. Els titulars optimistes, com «Palma, centro preferido del turismo internacional» o «Mallorca es el paraíso del turista» es repetien dia rere dia. Sense cap dubte, l'Aeroport de Son Sant Joan va ser el protagonista de l'època. Aquesta actualitat amable va coincidir, a més, amb el canvi de propietari l'Editorial Mallorquina que passava per sèries dificultats per seguir endavant amb la publicació i es va veure obligada a reduir la meitat del format el 1963, per l'encariment del paper. Però el 1966 es va constituir Editorial Balear, presidida per Francisco Salva, suposant així nombroses millores, com campanyes publicitàries, adquisició de nova maquinària i furgonetes per al repartiment.
Després de la jubilació d'Antonio Sabater, va continuar col·laborant en el diari, sobretot en les seccions d'agricultura i ramaderia, va prendre llavors el seu relleu Gaspar Reynés Quintana, qui anteriorment havia dirigit L'Almudaina fins a desaparèixer. Don Gaspar va ser un periodista molt compromès amb el món de la història i la cultura. El boom dels 60 va causar en la vida ciutadana eufòries i tensions. Augmentava sense parar la població i la piqueta arrasava vells edificis de Palma. Les pàgines del Diario de Mallorca anaven mostrant progressivament l'assumpció de molts dels problemes que la nova situació plantejava. En els anys 60, la capçalera va comptar amb articulistes d'excepció. Entre ells, Josep Melià que feia les seves primeres incursions en el món del periodisme i que anys més tard ocuparia càrrecs polítics destacats en Unió de Centre Democràtic (UCD).
Als anys 70, els esdeveniments transcendentals se succeïen un rere l'altre. I el país sencer s'enfrontava a un moment decisiu: la mort de Franco i el canvi de règim. El diari es va col·locar al cap de la premsa independent i va ser tot el crític que llavors podia ser amb el tardofranquisme. La capçalera es va convertir en un paradigma per a la lluita per la llibertat d'expressió. Sense cap dubte, va ser un moment decisiu tant per al diari com per al país.
El 1972, Antonio Alemany, que es va iniciar al diari com a articulista i més tard com a responsable de les pàgines d'opinió, va ser nomenat director convertint així el diari en un punt de referència per a la premsa nacional. Alemany va estar al capdavant del diari en els moments que defensava una postura democràtica, liberal i europeista, enfront de les amenaces del tardofranquisme. Això li va valer diversos enfrontaments amb l'administració i la premsa del moviment. Va estar envoltat per un equip, que en bona part perduraria molts anys, com Xim Rada, Román Orozco, Sebastià Verd, Miquel Àngel Maria, Jacint Plans o Enrique Merino, entre d'altres. Durant l'època d'Alemany, Diario de Mallorca va deixar les instal·lacions de la Rambla per inaugurar l'edifici del carrer Conflent. El 1976, Alemany va decidir deixar la direcció per dedicar-se a altres publicacions.
Joaquín Morales de Rada, conegut amb el pseudònim "Xim Rada", va succeir a Antonio Alemany en la direcció de la publicació. Morales va conduir la publicació en els anys de la transició, en moments històrics com les primeres eleccions democràtiques o l'arribada al poder dels socialistes. Juntament amb Andreu Ferret, va consolidar una línia editorial de centredreta en aquells episodis transcendentals de la vida política. Amb ell també va arribar una nova generació de periodistes, com Carlos Garrido, Jordi Bayona, Jerónimo Blanco o Ginas Garcías, entre d'altres. Morales va ser un periodista de la vella escola, que va estar al capdavant del diari fins a 1985, quan Carlos Garrido, com a subdirector, va exercir la direcció durant uns mesos, fins a l'arribada de Juan Antonio Fuster.
Amb l'arribada de Juan Antonio Fuster, com a director, va ser l'encarregat de portar a terme la informatització del diari. Durant anys va estar al capdavant del diari, es va incorporar una nova generació de periodistes entre els quals destaquen Joan Riera, Felipe Armendáriz, Antonio Ruíz o Matías Vallès. Al març de 1991, Jordi Bayona era nomenat nou director del Diario de Mallorca. Bayona va apostar pel periodisme de proximitat potenciant les informacions dels pobles de la part forana. Jordi Bayona va deixar el seu càrrec el 1992, coincidint amb el canvi de propietat d'Editora Balear.
El novembre de 1991, Prensa Ibérica adquiria la majoria de les accions de l'editora de manera que es produïa un canvi històric en la trajectòria de la publicació. Això coincideixi amb l'última fase del nou edifici situat al Polígon de Llevant, i amb un pla molt ambiciós de modernització integral del diari. Al març de 1992, Pedro Pablo Alonso era nomenat director del diari fins al 2000, quan va passar a dirigir Faro de Vigo.
El periòdic dels anys 90 va renovar profundament el ventall de col·laboradors i seccions. Destaca la incorporació de Camilo José Cela, que es va unir a un espai d'opinió caracteritzat per firmes com les de José Carlos Llop, Eduardo Jordà i Gabriel Galmés. El 28 d'abril de 2000, José Eduardo Iglesias es feia amb la direcció de Diario de Mallorca duent a terme un nou procés de modernització del diari. En aquest període es van incorporar nous periodistes i, quant al que es fa a opinió, col·laborar escriptors com Maria de la Pau Janer o Gregori Mir. El 2009, Pedro Pablo Alonso va tornar a la publicació com a director i en l'actualitat continua exercint el seu càrrec.

## Aspectes tècnics i evolució
Ja a la dècada dels anys cinquanta del segle passat, els diaris assajaven les primeres tècniques d'infografia. Esdeveniments com la guerra de Corea, la crisi de Suez o Formosa, eren explicades per mitjà de gràfics i dibuixos. Tot i l'escassetat de recursos, Diario de Mallorca, també presentava als seus lectors algunes tècniques gràfiques del moment. La publicitat de l'època, tant per la seva estètica com els seus continguts, recordaven el món de la postguerra. Per aquell temps ja s'anunciaven els grans avenços en el camp dels electrodomèstics com refrigeradores, tocadiscs o màquines de cosir. El 1966 amb la constitució de l'Editora Balear és quan el diari va adquirir un aspecte més modern i informal, d'acord amb els temps que es desenvolupaven. La tristesa grisenca quedava definitivament enrere.
A la dècada dels 60, la nova generació de reporters alimentà seccions com Stop o Paral·lel 39º on s'alternaven els temes de fons amb entrevistes o curiositats. Eren temes molt espectaculars que tenien un gran tractament gràfic i un estil ràpid i incisiu. En un moment que la premsa vivia el boom de la normalització democràtica, Diario de Mallorca va decidir fer una modernització dels seus continguts i presentacions. Xim Rada, director en aquell moment, va modificar el format del diari, d'acord amb les noves tendències: titulars més petits, més text, menys fotografies. A més va potenciar els suplements dominicals i de contingut cultural.
A la fi dels anys vuitanta del segle xx, el diari s'informatitzà per guanyar agilitat i modernitat. Juan Antonio Fuster va ser el responsable del redisseny del diari amb criteris més moderns i va crear la popular secció Crida l'atenció. Quan Premsa ibèrica adquiria la majoria d'accions de l'Editora Balear, propietària de la publicació, Diario de Mallorca va estrenar maquetació, va reorganitzar integralment la redacció aplicant les tecnologies més modernes, va inaugurar nova seu i va posar en marxa promocions i publicacions. El 1992, la publicació presentava un nou disseny: una major ocupació de color, nova distribució de blancs i la tipografia, noves seccions, l'actualització fins i tot de la capçalera, que mantenint les característiques gràfiques de la manxeta tradicional, introduïa un tractament més actual.
Poc després de l'arribada de José Eduardo Iglesias, es va dur a terme una nova modernització del diari. Les pàgines d'Actual es converteixen en un quadern, apareix el suplement dominical La Almudaina, s'amplia l'agenda i s'incorpora les dades pràctiques com telèfons o llocs web al final de les informacions. A la darreria de 2010, es modifica el projecte gràfic, basat en la Times i la Frutiger. El nou disseny correspon al projecte comú dels diaris del Grup Editorial Prensa Ibérica a la Mediterrània les quals són tipografies tipus Utopia STD i Amplitude. Com a curiositat, Diario de Mallorca és 30 mil·límetres més alt que la resta de capçaleres del grup.

## Directors
- Antonio Sabater (1953 - 1968)
- Gaspar Reynés Quintana (1968 - 1972)
- Antonio Alemany (1972 – 1976)
- Joaquín Morales de Rada (1976 - 1985)
- Joan Antonio Fuster (1985 - 1991)
- Jordi Bayona (1991 -1992)
- Pedro Pablo Alonso (1992 -2000)
- José Eduardo Iglesias (2000 – 2009)
- Pedro Pablo Alonso (2009 - 2016)
- Maria Ferrer Oliver (2016 -)

## Redactors, articulistes i col·laboradors
- Josep Melià
- Carlos Garrido
- Andreu Ferret
- Maria de la Pau Janer
- Gregori Mir
- Francesc de B. Moll
- Miquel Àngel Riera
- Llorenç Villalonga
- Gaspar Sabater
- Gabriel Galmés
- Sebastià Verd
- Jose A. Rodríguez
- Pablo Lomberto Cortés
- José María Barceló
- Martín Canigó
- Bartolome Terrades
- Bartomeu Suau
- Miguel Caldetany
- Antonio Papell
- Guillermo Sureda
- Francisco Umbral
- Miguel Durán Pastor
- Luis Abbou Planisi